# Amiloidosis de tipo finlandés
El síndrome de Meretoja o amiloidosis de tipo finlandés es una enfermedad hereditaria que se transmite de padres a hijos según un patrón autosómico dominante. Fue descrita en el año 1969 por el oftalmólogo finlandés Jouko Meretoja. Se caracteriza por la aparición de distrofia corneal, neuropatía craneal lentamente progresiva y cutis laxa. Está causada por una mutación en el gen que codifica la gelsolina, produciéndose en consecuencia una gelsolina anómala que se deposita en diferentes partes del organismo, entre ellas la córnea, en forma de fibras de sustancia amiloide (amiloidosis), provocando los síntomas. Esta enfermedad se presenta principalmente en Finlandia y se incluye en el grupo de trastornos conocidos como enfermedades de herencia finlandesa.

## Sinonimia
Síndrome de Meretoja, enfermedad de Meretoja, amiloidosis hereditaria por gelsolina, amiloidosis familiar de tipo finlandés.